# L'Appel de l'or (téléfilm)
L'Appel de l'or (Lockruf des Goldes) est un téléfilm d'aventures en quatre parties d'environ 90 minutes réalisé par Walter Ulbrich sur des thèmes de l'œuvre de Jack London et d'après des documents de l'époque de la ruée vers l'or du Klondike. Le téléfilm est une coproduction de Walter-Ulbrich-Production, Österreichischer Rundfunk, Télévision Française 1, Tele München (de), Technisonor et România Film (ro). Il a été diffusé du 21 au 30 décembre 1975 sur ZDF pendant la période de l'Avent 1975 dans le cadre de ses séries de Noël ou Abenteuervierteiler (de).
Les quatre épisodes doublés en français ont été diffusés les jeudis du 4 au 25 août 1977 sur TF1.

## Synopsis
La découverte en 1897 de l'or du Klondike, une rivière du Canada, a été un événement sensationnel. Des dizaines de milliers de personnes ont à ce moment-là pris le chemin de la « terre de l'or ». Parmi eux se trouvait un jeune homme de 21 ans dénommé Jack London. Le téléfilm en quatre parties a été réalisé d'après son œuvre et d'autres documents historiques.

## Distribution
- Rüdiger Bahr : Elam Harnish
- Ferdinand Mayne : John Tarwater
- Arthur Brauss : Charles Clayton
- Pierre Rousseau : Pater Judge
- Gilda Marinescu (ro) : Ann Topping
- Andrei Codarcea (ro) : Harris Topping
- Constantin Baltaretu : Michael Bettles
- Ion Dorutiu : Big Bill
- Françoise Arnoul : Cad Wilson
- Emmerich Schäffer (de) : Joe Hines
- Vasile Nițulescu (ro) : Breck
- Sandu Popa : Olav Henderson
- Constantin Rauțchi (ro) : Caribou-Charly
- Vladimir Găitan (ro) : Montana Kid
- Christine Kaufmann : Labiskwee
- Werner Berndt (de) : Andy Carson
- Adrian Dobrescu : Snass
- Nicu Iordache : McCan

## Production

### Fiche technique
- Scénario : Walter Ulbrich
- Réalisation : Wolfgang Staudte et Serge Nicolaescu
- Adaptation : Walter Ulbrich, Jeanne Vidal
- Dialogues : Jacques Beauchey, Claude Vallet
- Musique : Hans Posegga
- Production : Walter Ulbrich, Österreichischer Rundfunk, Télévision Française 1, Tele München (de), Technisonor, România Film (ro)
- Pays :  Allemagne  France  Autriche  Roumanie
- Diffusion : ZDF, ORF, TF1
- Nombre d'épisodes : 4
- Durée : 370 ou 385 minutes (environ 6 h 30)

### Tournage
Le tournage a duré huit mois et demi et s'est déroulé sur 54 sites de Roumanie entre les Carpathes, la mer Noire et les Portes de fer. La ville de la ruée vers l'or du Klondike, Dawson City, et la réserve indienne des Tlingits ont été reconstitués. Environ 12 000 figurants ont participé au tournage. 67 000 mètres de pellicule ont été consommés.

## Épisodes
1. La Fièvre du Klondike (Das Klondike-Fieber)
2. Le Filon blanc (Die weiße Rinne)
3. L'Homme du Yukon (Der wilde Mann vom Yukon)
4. Quat'z yeux (Vierauge)

### DVD
- (de) Lockruf des Goldes (2 DVD), Concorde Home Entertainment 2005

### Musique du film
- Lockruf des Goldes/Zwei Jahre Ferien: Soundtracks, 1 CD, Tarantula Records SKW-86040 (Deutschland 1994)
- Abenteuer-Klassiker - Originalmusik aus den legendären TV-Vierteilern, 2 CD, BSC Music/Cine Soundz Prudence 398.6619.2 (Deutschland 2001)